# Tipula (Arctotipula) besselsi besselsi
Tipula (Arctotipula) besselsi besselsi is een ondersoort van de tweevleugelige Tipula (Arctotipula) besselsi uit de familie langpootmuggen (Tipulidae). De ondersoort komt voor in het Palearctisch en Nearctisch gebied.